# Koordinativna kovalentna vez
Koordinativna kovalentna vez je posebna vrsta kovalentne vezi, kjer eden od atomov v vezi prispeva oba elektrona, potrebna za nastanek vezi. Pojavlja se na primer v hemu pri hemoglobinu.